# Follo
För andra betydelser, se Follo (olika betydelser).

Landskapet Follo i Akershus fylke.

Follo är ett landskap i Akershus fylke i sydöstra Norge. Namnet kommer av Folden, ett gammalt namn för Oslofjorden, som också lever kvar i fylkesnamnen Vestfold och Østfold. Follo är området som ligger mellan Oslo och Østfold fylke, och det har drygt 118 000 invånare på en yta av ca 819 km². Regionen består av de sex kommunerna Nesodden, Frogn, Nordre Follo, Vestby, Ås och Enebakk.
Europavägarna E6 och E18 passerar området, liksom järnvägarna Østfoldbanan och Follobanan.